# Plaza de Toros de Ronda
Plaza de Toros de Ronda (på dansk: Ronda Tyrefægterarena) er en tyrefægterarena i Ronda i regionen Andalusien i Spanien. 
Arenaen er rund og har en diameter på 66 meter. Den grusbelagte plads er omkranset af en passage dannet af to ringe af murværk. Der er to niveauer af siddepladser, hver med fem hævede bænkerækker og 136 søjler, der udgør 68 buer ind mod arenaen. Den kongelige tribune har et skrånende loft, dekoreret med arabiske kakler.

## Historie
Ronda Tyrefægterarena er den ældste tyrefægterarena på Den iberiske Halvø. Byggeriet af arenaen startede i 1779 og var tilendebragt i 1785. Arenaen står i den vestlige del af Ronda, ikke så langt fra den kendte bro Puente Nuevo og den dybe kløft, der deler byen. Det var formodentlig arkitekten Martín de Aldehuela som tegnede arenaen.

## Tyrefægtere
Umiddelbart efter arenaens bygning i det 18. århundrede begyndte familien Romero fra Ronda at dyrke tyrefægtning. De næste tre generationer var det denne familie, som var synonym med tyrefægtning i Ronda. Den kendteste af dem var Pedro Romero (1754-1839), der blev en central figur i tyrefægtningens historie og selv dræbte mere end 5.600 tyre. Romero-familien og familien Ordóñez er gennem tiden blevet de to store slægter i Rondas arena, og en statue af Cayetano Ordóñez er rejst udenfor en af indgangene til tyrefægterarenaen .
På grund af byens afsondrethed og Rondas lille størrelse har denne tyrefægterarena ikke været rammen om så mange tyrefægtninger som så mange andre og større spillesteder, fx Sevilla.

## Museum
Tyrefægterarenaen i Ronda er åben for offentligheden og der opkræves en beskeden entré. Tyrefægterarenaen huser endvidere et museum, dedikeret til tyrefægtningen.

## Andre anvendelser
- I 1994 blev den amerikanske sanger Madonnas musikvideo til sangen Take A Bow optaget i arenaen. Madonnas co-star i videoen var den spanske tyrefægter Emilio Muñoz, der spillede hendes elsker, der forlader hende efter at have tilbragt en lidenskabelig nat med hende.
- I 2001 blev tyrefægterarenaen anvendt som scene for det afsluttende show i den første sæson af den amerikanske realityserie The Mole.